# 天才狂歡派對
《天才狂歡派對》（日语：ジーニアス・パーティ）是一部於2007年7月7日所上映的日本多段式動畫選集電影。由STUDIO 4℃出品。該系列是由七位導演的七部短片合集。臺灣於2022年11月18日上映。
其續作《超越天才派對》（日语：ジーニアス・パーティ・ビヨンド）則於2008年上映。

## 概要
2007年7月7日，STUDIO 4℃發布了第一卷《天才狂歡派對》，內部包含7部短片，第二卷則被稱為《超越天才派對》，內部共包含5部短片，於 2008年2月15日發布。選集中的每部短片都有一個獨特的動畫風格和獨特的故事。包括由湯淺政明、河森正治、渡邊信一郎和前田真宏等動畫導演所打造。
GKIDS和Shout Factory於2019年10月15日發布了兩卷《天才狂歡派對》的藍光光盤版本。

## 作品

### 天才狂歡派對

#### 製作團隊
1. GENIUS PARTY （監督：福岛敦子）
2. 上海大龍（上海大竜） （監督：河森正治）
3. 目的地四（デスティック・フォー） （監督：木村真二）
4. 門鈴（ドアチャイム） （監督：福山庸治）
5. LIMIT CYCLE （監督：二村秀樹）
6. 夢想機器（夢みるキカイ） （監督：湯淺政明）
7. BABY BLUE （監督：渡邊信一郎）

### 工作人員
- 製作總指揮：田中榮子（日语：田中栄子_(プロデューサー)）
- 製作：佐伯幸枝
- 音楽：井上薫「GENIUS PARTY」、中川俊郎（日语：中川俊郎）「上海大竜」、井筒昭雄（日语：井筒昭雄）「上海大竜」、山本精一（日语：山本精一）「目的地四」、渡邊琢磨「ドアチャイム」、FENNESZ「LIMIT CYCLE」、竹村延和（英语：Nobukazu Takemura）「夢みるキカイ」、菅野洋子「BABY BLUE」
- 製作：Genius Party 製作委員會
- 配給：日活

### 聲優
- 柳樂優彌
- 菊地凛子
- 山口智充
- 矢部太郎（日语：矢部太郎）
- 栩原楽人（日语：栩原楽人）
- 小倉久寛
- 三上博史
- 岩井七世（日语：岩井七世）

### 主題曲
- 二千花（日语：二千花）「Genius Party」（YOSHIMOTO R and C）

### 超越天才派對

#### 製作團隊
1 GALA
- 監督・分鏡・角色設計・原畫：前田真宏
- 作画監督：前田真宏・窪岡俊之
- 美術監督：竹田悠介
- CGI監督：久保公人
- 音楽：伊福部昭『不斷重複的節奏：為鋼琴和管弦樂隊而作』

2 MOONDRIVE
- 監督・分鏡・角色設計・原畫：中澤一登
- 作画監督：中澤一登
- 美術監督：西田稔
- CGI監督：廣田裕介
- 音樂：華沙鄉村樂隊

3 わんわ
- 監督・分鏡・角色設計・作畫監督・原畫：大平晋也
- 美術監督：野崎佳津
- CGI監督：鷲田知子
- 音楽：野崎美波

4 陶人キット
- 監督・分鏡・角色設計・作畫監督・原畫・美術：田中達之
- CGI監督：石田貴史

5 次元爆弾
- 監督・分鏡・角色設計・作畫監督・原畫：森本晃司
- 美術監督：新林希文
- CGI監督：草木孝幸
- 音楽：朱諾反應堆樂隊

#### 聲優
GALA
- 銅像：高乃麗
- 羽衣：中村千繪
- 花坂野貓：江戶家小猫

MOONDRIVE
- 奇哥：古田新太
- 佩奇佩奇：高田聖子
- 雪：中谷聰美
- 米奇：高山晃

わんわ
- 男子：鈴木晶子
- 犬：水原薫
- 赤鬼・父親：一条和矢
- 母親：堀越知惠

陶人キット
- 島田：佐野史郎
- 女：水原薫

次元爆弾
- 九：菅野洋子
- 申：小林顯作

#### 主題曲
「ゼロ」
作詞・作曲・編曲：田村步美／歌手：田村步美（Robin WORKS）

## 外部連結
- 《天才狂歡派對》官方網站 （页面存档备份，存于） (in Japanese)
- 互联网电影数据库（IMDb）上《Genius Party》的资料（英文）
- 互联网电影数据库（IMDb）上《Genius Party Beyond》的资料（英文）